# Kampagne
Eine Kampagne ist eine zeitlich befristete Aktion mit einem definierten Ziel, das durch geplantes und koordiniertes Zusammenwirken mehrerer Personen oder Akteure zu erreichen versucht wird. Der Begriff wird oft im Bereich der Öffentlichkeitsarbeit verwendet (Pressekampagne, Medienkampagne, Wahlkampagne, Werbekampagne, Hetzkampagne), aber auch in vielen anderen Bereichen (z. B. Erntekampagne, Impfkampagne, Grabungskampagne, Messkampagne, Ideenkampagne).
Das französische Wort campagne „Ebene“ (von lateinisch campus „flaches Feld“) wurde im 19. Jahrhundert mit der Bedeutung „Feldzug“ in die deutsche Sprache übernommen. Im 19. Jahrhundert entwickelte sich in der Kaufmannssprache die weitere Bedeutung „Geschäftszeit“, „Saison“. Auf den heutigen Gebrauch, insbesondere im Bereich Werbung und Marketing, hat das englische campaign eingewirkt.

## Kommunikation, Marketing und Politik
Im Kontext von Kommunikation und Marketing findet sich Kampagne in zahlreichen Komposita und Wortschöpfungen (Medienkampagne, PR-Kampagne, Informationskampagne). Werbekampagnen sind in der Regel zeitlich befristete Aktionen von Unternehmen, die Produkte oder Dienstleistungen anbieten. Weitere zusammengesetzte Substantive beziehen sich auf die bei der jeweiligen Kampagne verwendeten Massenmedien (Internetkampagne, TV-Kampagne, Telefonkampagne, Anzeigenkampagne). Mit dieser Wortwahl soll betont werden, dass sich die jeweilige Kampagne an den spezifischen Möglichkeiten dieses Mediums orientiert und Zielgruppen anspricht, die auf diesem Kommunikationsweg am besten zu erreichen sind.
Eine Imagekampagne verfolgt primär das Ziel, das öffentliche Ansehen (Image) einer Organisation (zum Beispiel Unternehmen, Verein, Gebietskörperschaft) zu verbessern.

### Parteien, Politik und Verbände
Politische Kampagnen werden von Parteien meistens bei Wahlen und Abstimmungen geführt. Eine wichtige Rolle spielen Wahlkampagnen innerhalb eines Wahlkampfes. In Deutschland gab die SPD ihrer Wahlkampfzentrale der Bundestagswahl 1998 den Namen KAMPA.
In der Schweiz werden Kampagnen bei Wahlen und noch öfter vor Abstimmungen geführt. Diese Kampagnen beinhalten Versammlungen, Veranstaltungen, Standaktionen, selten auch Umzüge. Die Kampagnen werden meistens mit Einbezug von Medien und immer mehr durch professioneller Marketing organisiert. Plakate, Zeitungsinserate, verteilte Informationsbroschüren oder Flyer sind ständige Begleiter der Kampagnen. Die politische Werbung ist in den elektronischen Medien (Radio und TV) der Schweiz untersagt, die öffentlich-rechtliche Medien sind von Gesetz her zur objektiven, unparteiischen und ausgewogenen Information der Bevölkerung auch anlässlich von Wahlen und Abstimmungen verpflichtet.
Die Durchführungen politischer Kampagnen ist nicht nur Aufgabe politischer Parteien sowie ihrer Vereinigungen, Sonderorganisationen und Arbeitsgemeinschaften, sondern auch von Verbänden, Gewerkschaften usw. Solche Kampagnen werden oft von Lobbyisten organisiert und durchgeführt. Der Begriff der Kampagnen wird somit auch für Aktionen von Lobbygruppen, Interessenverbänden, Gewerkschaften und anderen Organisationen verwendet, die diese zur Durchsetzung ihrer politischen Ziele ausführen.
Zu unterscheiden sind dabei
- die Aktionskampagne (zum Beispiel die Kampagne „Stopp Air Base Ramstein“), die zu einem Thema politischen Druck aufbaut, um eine konkrete Entscheidung durchzusetzen bzw. zu verhindern;
- die Informationskampagne, (durch die eine bestimmte politische Meinung zu einem Thema/Problem verbreitet werden soll; Regierungskampagnen versuchen das häufig);
- die Imagekampagne, die das öffentliche Bild einer Organisation oder einer Person positiv beeinflussen, Bekanntheit, Verständnis und Akzeptanz verbessern soll.

Besonders politische Kampagnen sind oft gegen etwas oder jemanden gerichtet; im Extremfall handelt es sich um eine Rufmordkampagne. In diesen Bereich fällt beispielsweise auch die Begriffsschöpfung „Schmutzkübelkampagne“.

### Medienkampagne
Die eigentlichen Medienkampagnen werden meistens direkt von einzelnen Medien oder Medienschaffenden aus eigener Initiative mit bestimmter Zielsetzung ausgelöst. Diese können auf Recherchen der Medien oder auf externen Informationen basieren, welche den Medien zur Verfügung gestellt werden. Manchmal werden vertrauliche, amtliche oder geschäftliche Informationen durch Indiskretion „zugespielt“. Medienkampagnen können dem Interesse der Öffentlichkeit dienen, Gesetzwidrigkeiten und Unregelmäßigkeiten aufdecken oder aber im Interesse von einzelnen Personen oder Gruppen stehen, welche nicht direkt in Erscheinung treten. Diese Unterscheidung hängt auch vom Wahrheitsgehalt der publizierten Informationen ab, der während der Kampagne aber oft nicht sofort verifiziert werden kann. Medienkampagnen können manchmal unbewusst oder bewusst auch Desinformationen verwenden. Zum Beispiel belieferten sich die Geheimdienste im Kalten Krieg auf anonyme Weise mit falschen Informationen. Eine Kampagne, welche Personen, Gruppen, Institutionen oder Ideen mit unfairen Mitteln und unlauteren Zielen diskreditieren will, nennt man Hetzkampagne oder Schmutzkampagne.

## Weitere Fachbereiche

### Landwirtschaft
In der Landwirtschaft bezeichnet die Kampagne die Hauptarbeitszeit bei Betrieben, die nicht ganzjährig voll ausgelastet arbeiten, wie zum Beispiel landwirtschaftliche Betriebe und Fabriken, die ernteabhängig weiterverarbeiten. Solche Arbeit nennt man auch Saisonarbeit. Erntekampagnen sind zum Beispiel:
- die Spargelernte im Mai und Juni mit der Vermarktung an Gastronomie und Endverbraucher,
- die Kirschernte (Vogel- und Sauerkirschen) im Juni und Juli mit der Weiterverarbeitung zu Likör, Saft und Wein,
- die Weinlese im Spätsommer/Frühherbst mit gleichzeitigem Keltern,
- die Rübenkampagne im Herbst, zu der die Zuckerrübenernte von den Feldern in die Zuckerfabriken eingebracht wird.

### Wirtschaft, Technik und Wissenschaft
Der Begriff Produktionskampagne entstammt der Produktionsplanung (teils auch dem Supply-Chain-Management) und beschreibt eine Menge von zeitlich hintereinander eingelasteten Produktionsaufträgen zur Herstellung von gleichen oder ähnlichen Produkten.
In der Archäologie wird eine zeitlich begrenzte Erforschung einer Ausgrabungsstätte als Grabungskampagne bezeichnet.
In der Medizin und Veterinärmedizin werden Impfkampagnen eingesetzt, um eine bestimmte Population möglichst schnell und gleichmäßig gegen einen (neuen) Erreger zu immunisieren und die Ausbreitung von Seuchen zu vermeiden.

#### Messtechnik
In der Technik und den Wissenschaften nennt man eine länger geplante und organisatorisch gut vorbereitete Messreihe, die großen Umfang aufweist und als koordiniertes Zusammenwirken mehrerer Personen oder Institutionen durchgeführt wird, eine Messkampagne. Besondere Bedeutung haben länderübergreifende Kampagnen für die Astronomie und die Geodäsie.